# Elliott Crosset Hove
Pour les articles homonymes, voir Hove.
Elliott Crosset Hove, né le 18 mars 1988 à Copenhague (Danemark), est un acteur danois.

## Biographie
Elliott Crosset Hove naît en 1988 à Copenhague et est fils de l'acteur Anders Hove et de la chorégraphe américaine Ann Thayer Crosset. Il est partiellement élevé à Los Angeles, où son père a joué pendant plusieurs années dans le feuilleton Hôpital central (General Hospital). Puis la famille retourne au Danemark.
Il est formé à l'École nationale de théâtre du Danemark à Copenhague en 2015.
Hove travaille à la fois en tant qu'acteur de théâtre, de télévision et de cinéma et a particulièrement fait sa marque avec le rôle principal d'Emil dans le film Winter Brothers (Vinterbrødre) de Hlynur Pálmason.

## Filmographie (sélection)

### Cinéma
- 2015 : Mennesker bliver spist (da) d'Erik Clausen : Sune
- 2015 : 9 avril de Tobias Lindholm : soldat Jens-Otto Lassen
- 2016 : I blodet de Rasmus Heisteberg : Knud
- 2016 : Fuglene over sundet (da) de Nicolo Donato : l'homme en trench-coat
- 2016 : Forældre de Christian Tafdrup : Kjeld, jeune
- 2017 : Winter Brothers (Vinterbrødre) de Hlynur Pálmason : Emil
- 2018 : Les Enquêtes du département V : Dossier 64 (Journal 64) de Christoffer Boe : Curt Wad, jeune
- 2018 : Before the Frost (Før frosten) de Michael Noer : Peder
- 2019 : Sons of Danmark (Danmarks sønner) d'Ulaa Salim : le jeune homme
- 2020 : Wildland (Kød og blod) de Jeanette Nordahl : David
- 2022 : Godland (Vanskabte Land) de Hlynur Pálmason : Lucas
- 2024 : Basileia d'Isabella Torre : l'Irlandais

### Télévision
- 2021 : Octobre (série télévisée) : Linus Bekker

## Récompenses et distinctions
- 2017 : Reumert Talent prize
- 2018 : Robert du meilleur acteur